# Liste von Uhrenmuseen
Ein Uhrenmuseum zeigt Uhren und oft auch andere mechanische Präzisionsgeräte. Die folgenden beiden Listen zeigen entsprechende Museen in Deutschland und im Ausland und stellen eine Auswahl dar. Vollständigkeit wird nicht angestrebt.

## Liste

### Deutschland
| Institution                                                    | Ort                          | Bundesland             |
| -------------------------------------------------------------- | ---------------------------- | ---------------------- |
| Comtoise Uhrenmuseum                                           | Düsseldorf                   | Nordrhein-Westfalen    |
| Deutsches Uhrenmuseum                                          | Furtwangen                   | Baden-Württemberg      |
| Deutsches Uhrenmuseum Glashütte                                | Glashütte                    | Sachsen                |
| Dorf- und Uhrenmuseum Gütenbach                                | Gütenbach                    | Baden-Württemberg      |
| Erfinderzeiten                                                 | Schramberg                   | Baden-Württemberg      |
| Harzer Uhrenmuseum                                             | Stadt Gernrode               | Sachsen-Anhalt         |
| Heimat- und Uhrenmuseum Schwenningen                           | Villingen-Schwenningen       | Baden-Württemberg      |
| Heimatmuseum Schwarzes Tor, Uhrenstube                         | Sankt Georgen im Schwarzwald | Baden-Württemberg      |
| Junghans Terrassenbau Museum                                   | Schramberg                   | Baden-Württemberg      |
| Kloster Museum St. Märgen                                      | St. Märgen                   | Baden-Württemberg      |
| Museum im Wittelsbacher Schloss Friedberg                      | Friedberg                    | Bayern                 |
| Museum für Uhren, Schmuck und Kunst Frankfurt am Main          | Frankfurt am Main            | Hessen                 |
| Museum für Zeit - Pfälzisches Turmuhrenmuseum                  | Rockenhausen                 | Rheinland-Pfalz        |
| Ruhlaer Uhrenmuseum                                            | Ruhla                        | Thüringen              |
| Saarländisches Uhrenmuseum in Uhrmachers Haus                  | Püttlingen                   | Saarland               |
| Schwäbisches Turmuhrenmuseum                                   | Mindelheim                   | Bayern                 |
| Technisches Uhrenmuseum Chemnitz                               | Chemnitz                     | Sachsen                |
| Technisches Museum der Pforzheimer Schmuck- und Uhrenindustrie | Pforzheim                    | Baden-Württemberg      |
| Turmuhrenmuseum Naunhof                                        | Naunhof                      | Sachsen                |
| Turmuhrenmuseum Bockenem                                       | Bockenem                     | Niedersachsen          |
| Turmuhrenmuseum Neulußheim                                     | Neulußheim                   | Baden-Württemberg      |
| Turmuhrenmuseum Seehausen                                      | Seehausen (Altmark)          | Sachsen-Anhalt         |
| Turmuhrenmuseum Granheim mit Motorrad- und Apparaturensammlung | Ehingen-Granheim             | Baden-Württemberg      |
| Turmuhrenmuseum Freiamt                                        | Freiamt\|                    | Baden-Württemberg      |
| Uhrenindustriemuseum Villingen-Schwenningen                    | Villingen-Schwenningen       | Baden-Württemberg      |
| Uhrenmuseum Bad Grund                                          | Bad Grund                    | Niedersachsen          |
| Uhrenmuseum Bad Iburg                                          | Bad Iburg                    | Niedersachsen          |
| Uhrenmuseum Hubben                                             | Neukirchen-Vluyn             | Nordrhein-Westfalen    |
| Uhrenmuseum in Putbus                                          | Putbus                       | Mecklenburg-Vorpommern |
| Uhrenmuseum Lorenz                                             | Berlin                       | Berlin                 |
| Uhrensammlung Karl Gebhardt                                    | Nürnberg                     | Bayern                 |
| Uhrenmuseum La Pendule                                         | Blieskastel                  | Saarland               |
| Uhrenmuseum Recke                                              | Recke (Westfalen)            | Nordrhein-Westfalen    |
| Wuppertaler Uhrenmuseum                                        | Wuppertal                    | Nordrhein-Westfalen    |

### Andere Länder
| Institution                                                             | Ort                    | Land                   |
| ----------------------------------------------------------------------- | ---------------------- | ---------------------- |
| American Clock and Watch Museum                                         | Bristol                | Vereinigte Staaten     |
| British Horological Institute                                           | Upton                  | Vereinigtes Königreich |
| Clockmakers' Museum                                                     | London                 | Vereinigtes Königreich |
| Finnisches Uhrenmuseum                                                  | Espoo                  | Finnland               |
| Haus zum Guten Hirten, Uhrenmuseum                                      | Bratislava             | Slowakei               |
| Haus zum Kirschgarten                                                   | Basel                  | Schweiz                |
| Musée international d’horlogerie (MIH)                                  | La Chaux-de-Fonds      | Schweiz                |
| L. A. Mayer Museum for Islamic Art, Sir David Solomons Watch Collection | Jerusalem              | Israel                 |
| Landschloss Budimír                                                     | Budimír                | Slowakei               |
| Musée d’Horlogerie du Locle                                             | Le Locle               | Schweiz                |
| Museo de Relojeria                                                      | Zacatlán               | Mexiko                 |
| Museum für Uhren und Mechanische Musikinstrumente (MUMM)                | Oberhofen am Thunersee | Schweiz                |
| Museum van het Nederlandse Uurwerk                                      | Zaandam                | Niederlande            |
| National Watch and Clock Museum                                         | Columbia               | Vereinigte Staaten     |
| Royal Greenwich Observatory                                             | Greenwich              | Vereinigtes Königreich |
| Timexpo Museum                                                          | Waterbury              | Vereinigte Staaten     |
| Uhrenmuseum Beyer                                                       | Zürich                 | Schweiz                |
| Uhrenmuseum Karlstein                                                   | Karlstein an der Thaya | Österreich             |
| Uhrenmuseum Kurt Beck                                                   | Vaduz                  | Liechtenstein          |
| Uhrenmuseum Peking (Feng Xian-Museum)                                   | Peking                 | Volksrepublik China    |
| Uhrenmuseum im Shintō-Schrein Ōmi-jingū                                 | Ōtsu                   | Japan                  |
| Uhrenmuseum uhrundzeit Welschenrohr                                     | Welschenrohr           | Schweiz                |
| Uhrenmuseum zum Rösli                                                   | Zürich                 | Schweiz                |
| Uhrenmuseum Wien                                                        | Wien                   | Österreich             |
| Uhrenmuseum Winterthur                                                  | Winterthur             | Schweiz                |
| Uhrenmuseum Espace horloger                                             | Le Sentier             | Schweiz                |
| Uhren- und Heimatmuseum Vöcklamarkt                                     | Vöcklamarkt            | Österreich             |
| Willard House and Clock Museum                                          | Grafton                | Vereinigte Staaten     |